# Eerste Gelderse Successieoorlog
De Eerste Gelderse Successieoorlog was een successieoorlog die van 1371 tot 1379 woedde in het hertogdom Gelre.
De oorlog brak uit nadat hertog Reinald III in 1371 stierf zonder 'wettige' kinderen. Reinalds broer Eduard, die eerder dat jaar in de Slag bij Baesweiler sneuvelde, had eveneens geen kinderen. Hierdoor waren de overgebleven gegadigden voor het bestuur over het hertogdom twee dochters van hertog Reinald II: Mechteld en Maria van Gelre. Maria was gehuwd met hertog Willem II van Gulik en moeder van de latere Willem III van Gulik, namens wie ze de troon van het hertogdom Gelre opeiste. Mechteld had zelf geen kinderen, maar trouwde om haar claim kracht bij te zetten in 1372 met de Franse edelman Jan II van Blois. 
De troonstrijd werd gecompliceerd omdat er in de veertiende eeuw in Gelre twee invloedrijke families met grootgrondbezit en tegengestelde belangen tegen elkaar streden: de Van Heeckerens en Bronckhorsten. Deze twee families hadden ook tegen elkaar gevochten in de Gelderse Broederstrijd van 1350-1361. Tijdens de Eerste Gelderse Successioorlog steunden de Heeckerens Mechteld en de Bronckhorsten Maria en haar zoon.
Na acht jaar strijd won Maria de oorlog en werd haar zoon Willem hertog van Gelre.

## Gebeurtenissen (1371-1379)
- 1372 (voorjaar): Jan II van Blois trekt in februari en maart 1372 naar de Veluwe, waar zijn manschappen meerdere kastelen succesvol belegerden in naam van de Heeckerens.[1] Hieropvolgend belegert Jan zestien weken lang Geldern; deze belegering is echter onsuccesvol.[2]
- 1372 (25 juni): Roomskeizer Karel IV beleent in Aken de jonge Willem III van Gulik met het graafschap Gelre.[2] Jan II van Blois trekt vervolgens met een aantal bondgenoten naar Aken om de keizer van gedachten te laten veranderen, maar slaagt hier niet in.[3] Hiermee eindigt ook de betrokkenheid van Jan II van Blois met de oorlog.
- 1372: De Bronckhorsten plunderen in het Sticht Utrecht, vermoedelijk omdat de Utrechtse bisschop Arnold van Horne zich bij Mechteld en de Heeckerens had aangesloten. De Slag bij Heerewaarden vindt als gevolg daarvan plaats, waarbij de Bronkhorsten een nederlaag lijden.[4]
- 1372: Gozewijn van Varik verovert op 26 juni Tiel in naam van de Heeckerens.[5] Tijdens het hele jaar 1372 is er strijd binnen de stad Tiel, dat regelmatig van partij veranderde.
- 1372/73, Arnold van Horne verovert Harderwijk voor Mechteld van Gelre.[6]
- 1373 (6-9 februari): Er wordt een grote vredesconferentie tussen beide partijen worden in Geertruidenberg gehouden, vooralsnog zonder succes.[3]
- 1374: Reinoud I van Brederode veroverde Tiel voor Mechteld van Gelre.[7].
- 1374 (28 april): Het verdrag van Straelen wordt gesloten. Hierin wordt besloten dat het graafschap Gelre in twee delen wordt gesplitst: het gebied rechts van de Rijn en ten noorden van de Waal komt in het bezit van Mechteld; het gebied links van de Rijn en ten noorden van de Waal gaat naar Maria.[2][8] Het gebied van Mechteld zou uiteindelijk in handen van Gulik komen bij overlijden van Mechteld, tenzij ze een erfgenaam zou baren.
- 1376 (mei): Belangrijke hoofdmannen van de Bronckhorsten, waaronder Gijsbrecht van Bronckhorst-Borculo, worden na een gevecht met Reinoud I van Brederode en de zijnen gevangengenomen bij Oosterbeek.[9][10] Gijsbrecht en de andere gevangengenomen Bronckhorsten verzoenen zich uiteindelijk met Mechteld in november 1376.[11]
- 1377 (april): Rooms keizer Karel IV beleent Willem, de zoon van Maria en Willem II van Gulik, officieel met het hertogdom Gelre, aangezien de jonge Willem nu als volwassene wordt gezien. Ook wordt er rond dezelfde tijd een huwelijksovereenkomst gesloten tussen Willem en Catharina van Beieren, die al eerder getrouwd was met hertog Eduard van Gelre.
- 1378: Strijd om Tiel. Tijdens Pasen (18 april 1378) worden Tielse aanhangers van de Heeckerens bloedig vermoord door aanhangers van de Bronckhorsten wanneer deze van de kerk naar het tolhuis willen gaan.[12] Dit wordt ook wel de 'kwade Paasdag' genoemd.
- 1378 (oktober/november): Het kasteel van Gennep, woonplaats van Reinoud I van Brederode, wordt vanaf 19 oktober belegerd door de Bronckhorsten.[10] Een Kleefs leger dat het kasteel wil ontzetten wordt bij Hönnepel tegengehouden. Tijdens de belegering krijgt de jonge Willem van Gulik en Gelre de ridderslag van zijn vader.[10]
- 1379: Het dorp Zennewijnen met kerk en klooster wordt verwoest door de Bronkhorsten.[13]
- 1379 (23 februari): Het tolhuis van Tiel, het laatste bolwerk van de Heeckerens, wordt ingenomen door Willem van Gulik en Gelre. Hiermee wordt de vrede in heel Gelre ingeluid.[2][11]
- 1379 (24 maart): Mechteld doet per akte afstand van haar rechten op de hertogelijke troon van Gelre, maar mag tot haar dood in 1384 wel de titel 'hertogin van Gelre' blijven dragen.[14]